# Forum europeo di Wachau

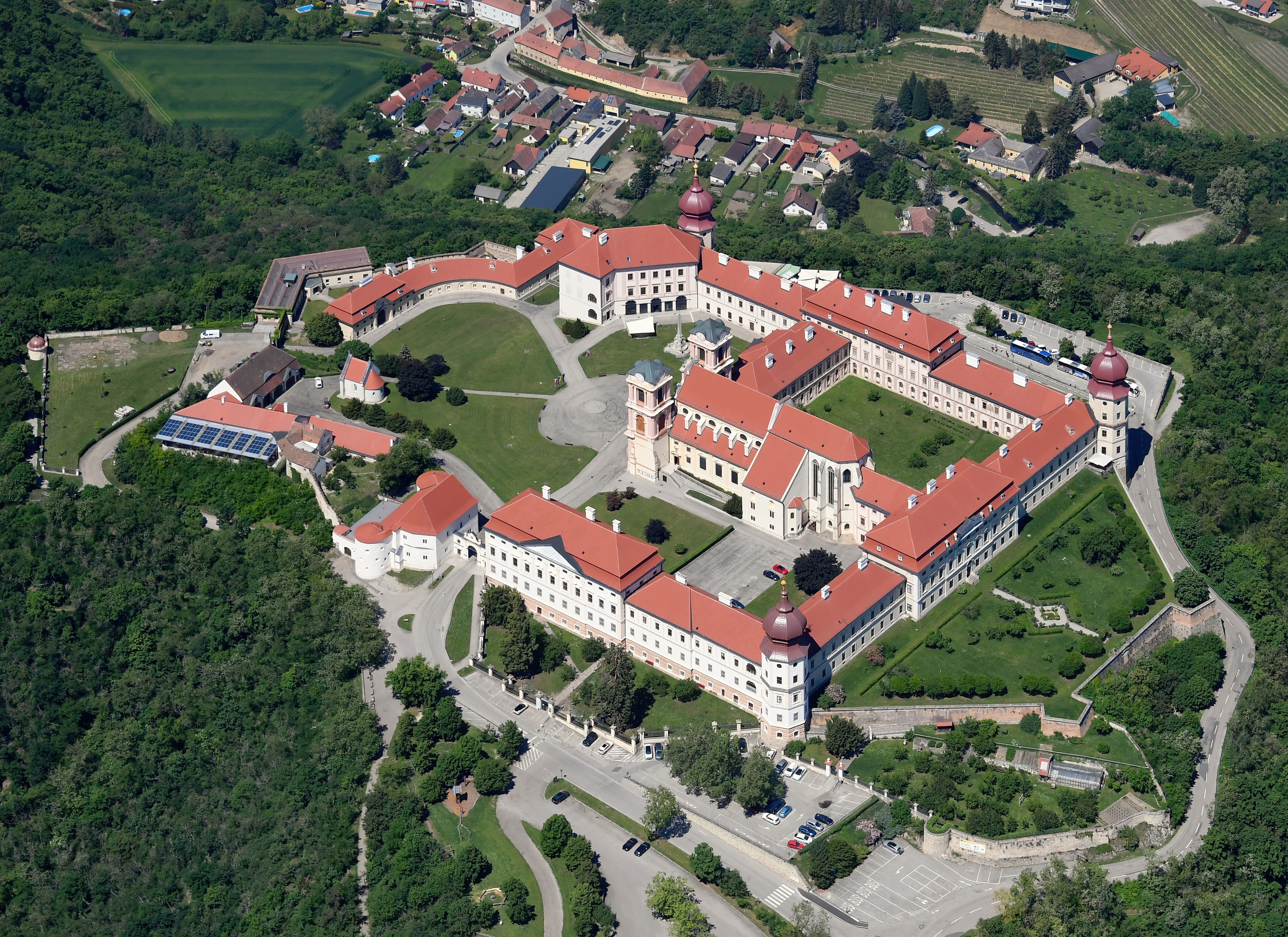
Sede dell Forum Europeo di Wachau

Il Forum Europeo di Wachau (in tedesco Europa-Forum Wachau) è un convegno dedicato alle discussioni sulla politica europea, che si tiene ogni anno dal 1995 (ad eccezione del 2006) nel Abbazia di Göttweig nel territorio del Wachau in Bassa Austria. Normalmente il forum si svolge in giugno, in casi eccezionali la data viene spostata a maggio o a luglio.
Il convegno è stato istituito nel 1995, l’anno dell’adesione del Austria alla Unione Europea. L’obiettivo era avvicinare i cittadini alle tematiche della UE e creare un forum di discussione ed elaborazione di proposte per la politica europea. Il convegno è organizzato dall’ “Verein Europa-Forum Wachau” in cooperazione con il ministero austriaco per le politiche europee e internazionali e il governo della Bassa Austria. I temi si incentrano sullo sviluppo della politica regionale nella regione del Danubio, particolarmente sulla politica di sicurezza e gli sviluppi regionali, economici e culturali. Dalla sua introduzione nell'anno 1995, Paul Lendvai, un noto opinionista austriaco, ha moderato l’evento ogni anno.
Nel corso degli anni, il forum ha visto la partecipazione di numerosi politici europei di rilievo.

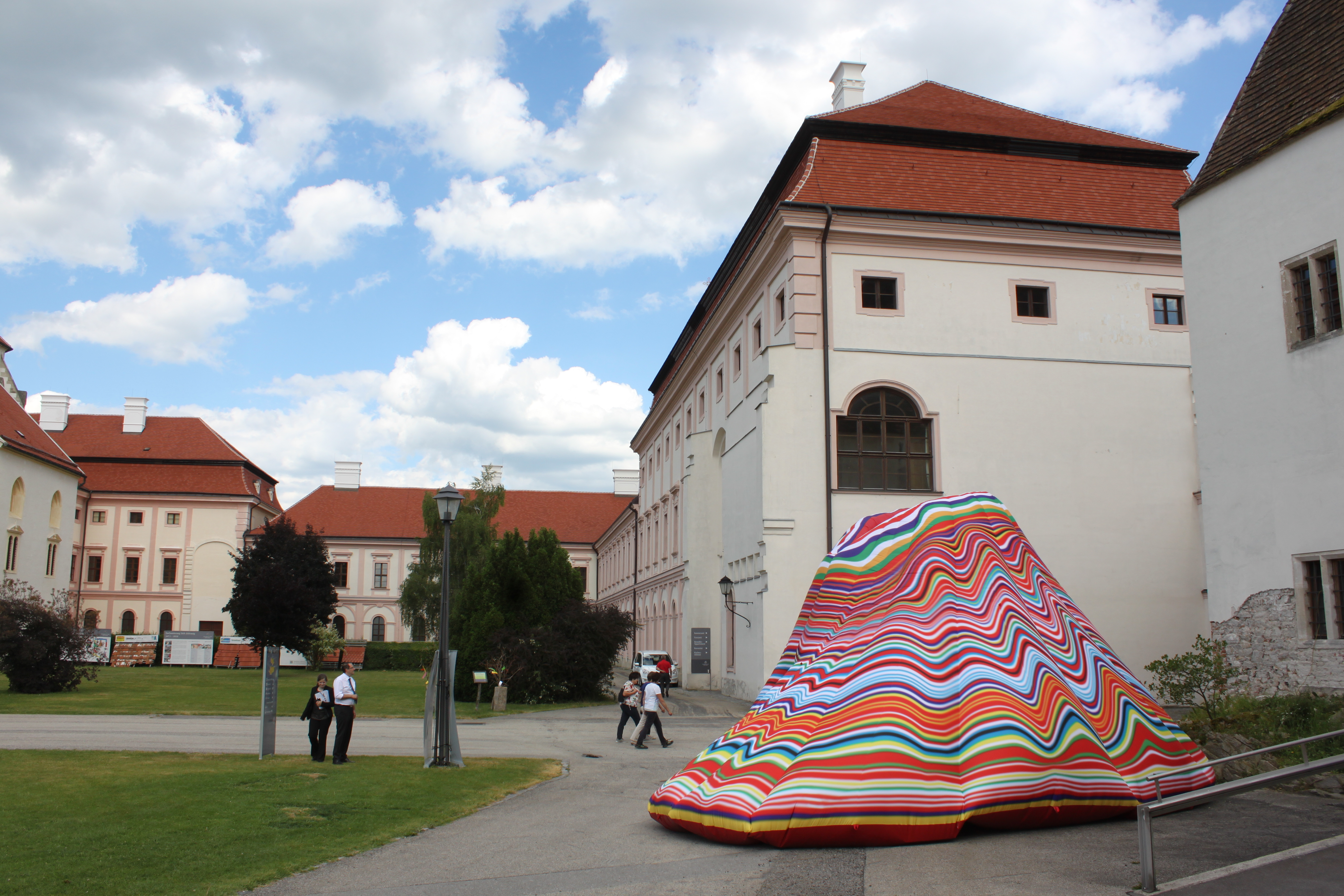
Il vulcano europeo "Amikejo" dell'artista Valeska Peschke è un projetto artistico dell’Università di Krems, che è stato sponsorizzato dal governo della Bassa Austria

## Costituzione e organizzazione
Il forum nasce in concomitanza con l´entrata dell´Austria nella UE, dopo il referendum del 12 giugno 1994. L’abbazia di Göttweig è stata scelta come luogo dell’incontro deliberatamente, per sottolineare, da una parte l’importanza del cristianesimo nella politica europea, dall'altra il significato della vicinanza del Europa ai cittadini.
Il forum è organizzato dal governo della Bassa Austria. Inoltre il forum collabora strettamente con l’istituto austriaco per la politica di sicurezza e per la politica europea e con altri istituti di formazione. Il convegno è sponsorizzato dalla banca Raiffeisen, la Camera dell’economia austriaca (WKO) ed altri sponsor.

## I primi dieci anni. 1994 - 2004
Nel anno 1995, sei anni dopo la caduta della cortina di ferro e la riunione dell´ Europa, il Forum Europeo di Wachau si è tenuto per la prima volta nell’abbazia di Göttweig. Durante i primi dieci anni, il governatore della Bassa Austria, Erwin Pröll, e il cancelliere austriaco di allora, Wolfgang Schüssel, hanno partecipato ogni anno. L’obiettivo del forum e di apportare un contributo per il processo dell’unificazione europea.
Quando l’Unione è stata allargata nel 2004, con l’ammissione di dieci nuovi Stati, la Bassa Austria si è ritrovata al centro della Unione Europea, sia sotto l'aspetto geografico sia in termini politici. Gradualmente è stato possibile aprire le frontiere coi paesi limitrofi come Slovacchia e Repubblica Ceca. Per celebrare l´avvenimento, lo stato federato Bassa Austria ha organizzato un festeggiamento il 1º maggio 2004 con gli stati confinanti.  La nuova Unione Europea con 25 stati membri era il tema principale del decimo forum di Wachau nel 2004.

## Il Forum europeo negli anni 2013 e 2014 – Crisi e democrazia

### 2013

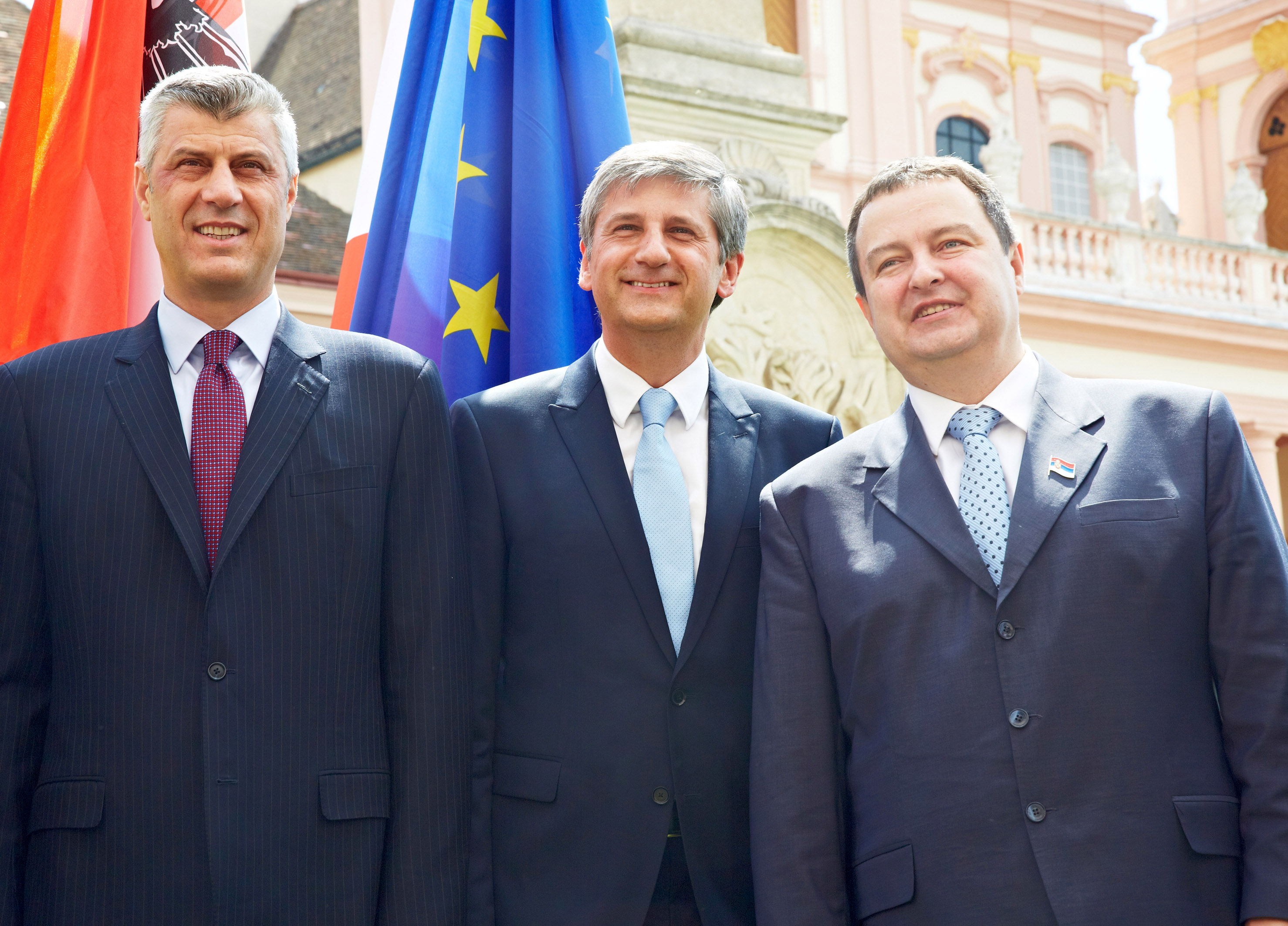
Il Ministro degli esteri Michael Spindelegger (al centro) con il primo ministro della Repubblica di Serbia Ivica Dačić alla sua sinistra, e Hashim Thaçi (Kosovo), a destra

Nel anno 2013 il forum si è tenuto il 15 e 16 luglio e si è occupato della situazione di emergenza che si presentava negli stati europei in quel periodo. Il tema principale era: “Oltre la crisi – Contorni di un'Europa nuova.” Il forum 2013 ha lanciato una discussione fra diversi politici dell´UE, dell´area balcanica e dell´Austria.  Un momento particolarmente importante era l’incontro delicato tra Ivica Dačić e Hashim Thaci, i capi di stato della Serbia e del Cossovo. Michael Spindelegger, l’allora ministro degli affari esteri austriaco, era fautore di questo incontro, che segnava un notevole passo avanti nella costruzione di un'Europa Unita.
Inoltre sono intervenuti altri oratori come Miguel Herz-Kestranek, Erwin Pröll, Johannes Hahn e Valdis Dombrovskis.

### 2014
Il tema trattato nel forum europeo dal 17. al 18 maggio 2014 era: “Democrazia in Europa – possiamo scegliere” Le discussioni si sono incentrate sulle politiche di sicurezza e il conflitto fra Ucraina e Russia.
Tra gli oratori hanno partecipato Erwin Pröll, Alfred Gusenbauer, Sebastian Kurz, Johannes Hahn e Michael Spindelegger. Il primo ministro serbo Aleksandar Vučić ha dovuto annullare la sua visita a breve termine, a causa dell'inondazione catastrofica in Serbia. Vučić e stato rappresentato dal ambasciatore della Serbia Pero Janković.

## Forum Europeo 2015

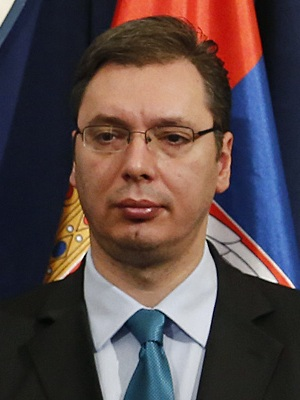
Il premier serbo Aleksandar Vučić

Il tema dell 20° Forum Europeo era: "Sta raggiungendo i suoi limiti l'Europa? Il ruolo dell’Europa nel mondo" Tra gli oratori hanno partecipato il ministro di difesa gregoriano Tinatin Khidasheli, il commissario europeo Johannes Hahn, il premier serbo Aleksandar Vučić e l'allora vice-cancelliere del Austria Reinhold Mitterlehner.
Alla fine della sede Erwin Pröll ha conferito la "Ehrenstatuette Heiliger Leopold" a Paul Lendvai, per le sue moderazioni già dall'introduzione del Forum. Inoltre il premio di stato è stato conferito per la prima volta nel 2015.

## Forum Europeo 2016
Nel anno 2016 il Forum Europeo si è tenuto tra il 11º e 12º giugno sotto il titolo "Europa – unita in prosperità, separata nelle crisi". Anche in questo anno, il Forum è stato moderato da Paul Lendvai. Le discussioni si sono incentrate su la crisi dei profughi, il rischio di nazismo in Europa, il populismo e il ruolo della Unione Europea nella economia mondiale. Sono stati invitati personaggi del mondo della cultura, della politica, dei media, e dell’economia.
Tra gli oratori hanno partecipato il ministro degli affari esteri austriaco Sebastian Kurz, il governatore del Austria Bassa Erwin Pröll, il ministro degli affari esteri bulgaro Daniel Mitow e tanti altri.

## Forum Europeo 2017

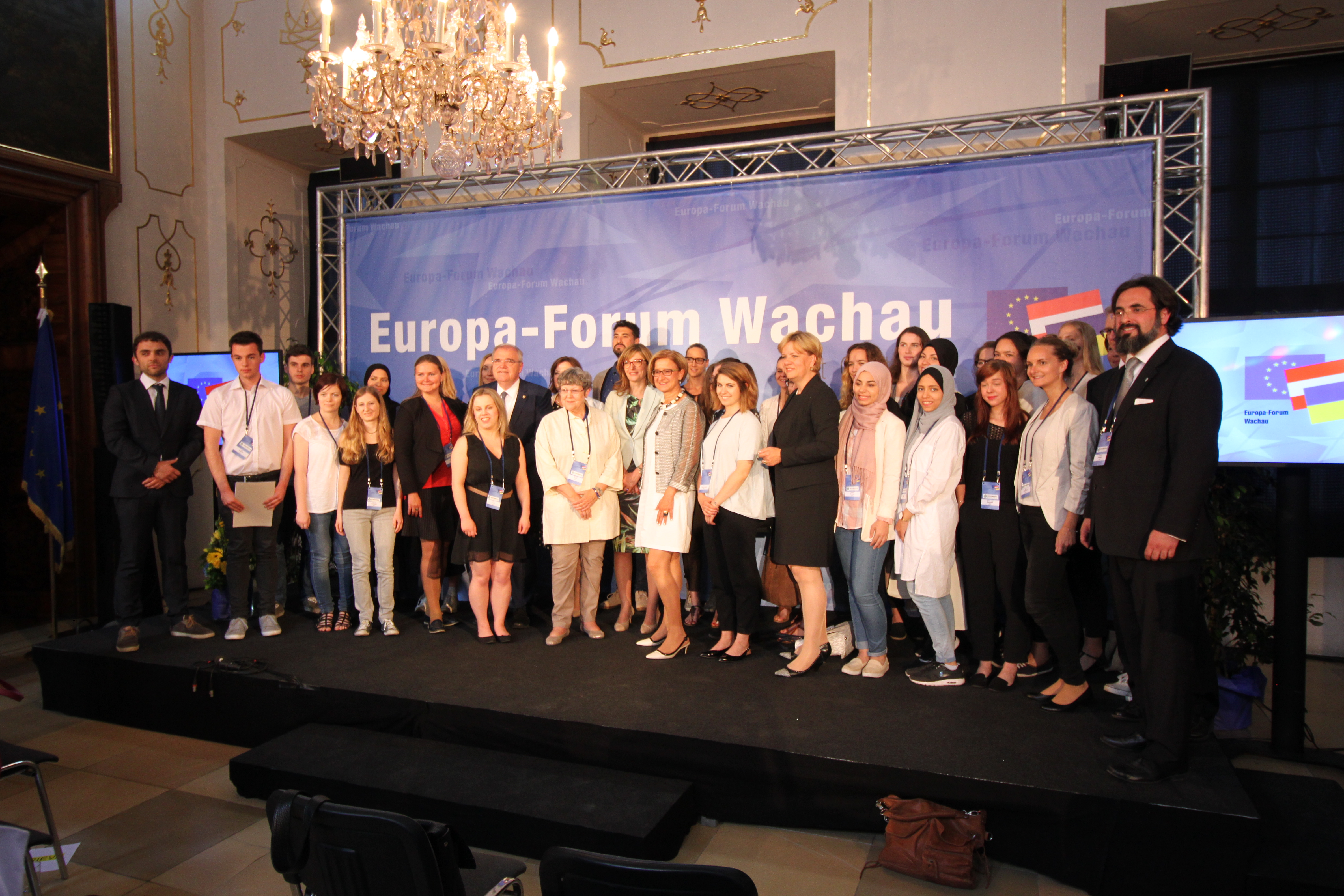
Il vice-cancelliere austriaco Wolfgang Brandstetter con gli studenti delle Scienze della comunicazione dell'Università di Vienna, che hanno visitato il Forum europeo di Wachau 2017 nell'ambito di un corso con Rotraud A. Perner e Friedrich Schipper. Al centro si trovano il capo del governo dell'Austria Bassa Johanna Mikl-Leitner e Barbara Schwarz, un membro della giunta regionale

Il tema trattato nel 2017 era: "Bürgernähe in Europa" che vuol dire in italiano "vicinanza ai cittadini ". Il programma era:
- Sicurezza: "strategia globale dell'UE": come può aiutare a garantire la sicurezza dell'Unione Europa? "
- Regionale: "L'Europa delle diversità e della sussidiarietà: Decisioni efficienti e vicini ai cittadini! "
- Economia: "tra l'Asia e gli Stati Uniti: Come può rimanere competitiva l'Europa? "
- Cultura: "Tutta la cultura?": La migrazione, la democrazia e lo stato di diritto in tensione".

Nel 2017 per la prima volta i contenuti del forum europeo di Wachau sono stati oggetto di un corso universitario all’università di Vienna, in cooperazione con Wikimedia Austria. Nell’ambito di questo progetto i contenuti discussi durante l'evento á Göttweig sono stati riassunti in forma enciclopedica e sono inoltre stati tradotti in altre lingue, per allargare l’informazione sul forum in un modo adeguato.

## L’Italia e il forum europeo di Wachau
Nel anno 2002, l’allora ministro italiano per le politiche comunitarie Rocco Buttiglione ha partecipato come oratore al Forum Europeo di Wachau. Tema centrale dell'8° Forum Europeo di Wachau era la cooperazione regionale come strumento di edificazione di una Unione Europea.
Alcuni referenti, come il ministro del governo fiammingo Patrick Dewael vedevano una Europa futura basata sulle regioni, anche il governatore della Bassa Austria Erwin Pröll riteneva le regioni come una cerniera di collegamento tra istituzioni centrale e il cittadino.
Il ministro italiano per le politiche comunitarie Rocco Buttiglione riteneva invece che le regioni siano sempre collegate con la nazione di appartenenza e non siano un'alternativa alla nazione. Inoltre negli stati ci sono sempre delle minoranze i cui problemi vanno risolti in base alle leggi nazionali nel rispetto dei diritti umani.
Buttiglione era anche a favore di un sistema bicamerale nella UE che potrebbe rappresentare interesse di stati e popolazione più equilibratamente.
Nel 2011 la presidente del Comitato delle regioni dell'Unione Europea Mercedes Bresso è intervenuta al forum di Wachau. Il tema in quell´anno era: “Politica regionale – Politica del mondo” Nel suo discorso, Bresso ha dichiarato che tutte le regioni dovrebbero essere dotate di sovvenzioni. “Questo è la protezione migliore contro la rinazionalizzazione.” Inoltre è necessario, armonizzare le politiche di coesione e la strategia dell’Unione 2020.
L'Alto Adige, nonostante gli inviti per il governatore Arno Kompatscher, e ex-governatore Luis Durnwalder, non ha mai partecipato al Forum Europeo.

## I giovani al Forum

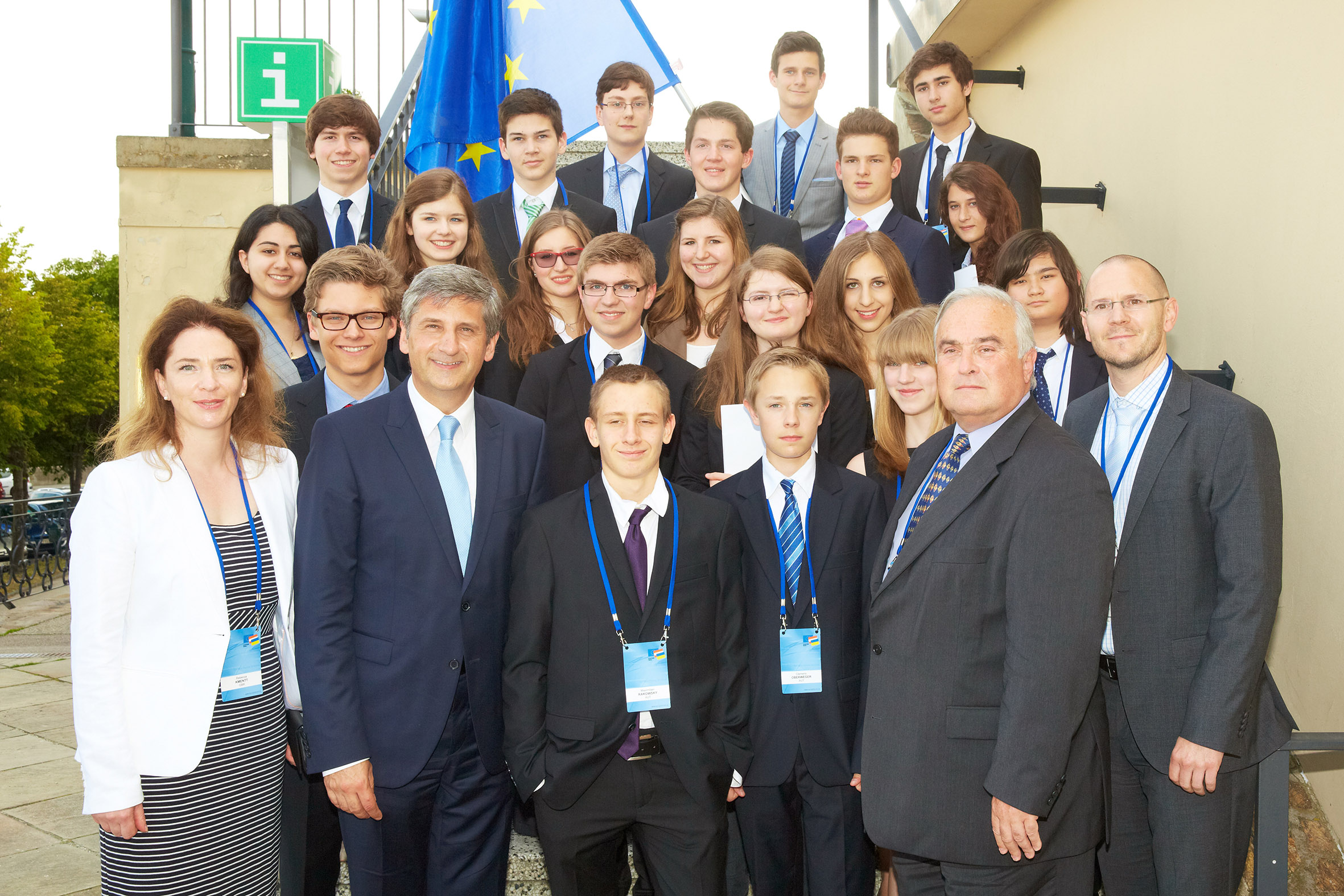
Il ministro degli esteri Spindelegger (secondo da sinistra) con una classe scolastica nel anno 2013

Per il 10º anniversario del Forum Europeo nel anno 2004, Johanna Mikl-Leitner, l’allora ministro per il sociale, il lavoro e la famiglia dell’Austria Bassa ha organizzato un plenum per i giovani. I giovani di tutti gli Stati Membri della UE tra 18 e 25 anni sono stati invitati al plenum 2025. L’obiettivo era di rafforzare l’impegno europeo dei giovani e di stabilire un contatto diretto.
“Individualmente siamo de le parole, insieme siamo una poesia. L’Europa non può stare una parola, l’Europa deve diventare una poesia.”
„Einzeln sind wir Worte, gemeinsam ein Gedicht. Europa darf nicht ein Wort bleiben, Europa muss ein Gedicht werden“
– Erwin Pröll: Jubiläumsfestschrift 15. Europa-Forum Wachau
Nel 2016 studenti della Fachhochschule St.Pölten hanno elaborato quattro concetti differenti per la Public Relation del Forum Europeo che si sono riferiti su le misure per il social media, e le attività della stampa, durante e dopo la sede. L'obiettivo era di utilizzare le possibilità tecniche per comunicare i messaggi del Forum Europeo a un pubblico più ampio. Alcune misure sono state adottate dai concetti e attuate.

## Literatur
- Europa-Forum Wachau (Hrsg.): 5 Jahre Europa-Forum Wachau. 1995 bis 1999. Redaktion: Mag. Brigitte Karner, 1999
- Europa-Forum Wachau (Hrsg.): Jubiläumsfestschrift Europa-Forum Wachau. 10. Europa-Forum Wachau. Schwerpunkte, Diskussionsbeiträge und Zitate aus den Jahren 1999 bis 2003. Redaktion: Mag. Brigitte Karner, 2004
- Europa-Forum Wachau (Hrsg.): Jubiläumsfestschrift 15. Europa-Forum Wachau. Schwerpunkte, Diskussionsbeiträge und Bilddokumente aus den Jahren 2004 bis 2009. Wissenschaftliche Beratung und Erstellung des Festschrift-Textes: AIES - Austria Institut für Europa- und Sicherheitspolitik, Maria Enzersdorf 2010